# 독산고등학교
독산고등학교(禿山高等學校)는 대한민국 서울특별시 금천구 독산동에 있는 공립 고등학교이다.

## 학교 연혁
- 2001년 12월 31일 : 독산고등학교 개교 인가(36학급)
- 2001년 12월 31일 : 초대 교장 문수한 취임
- 2002년 3월 2일 : 제1회 입학식(9학급 282명)
- 2002년 11월 22일 : 개교식
- 2014년 3월 10일 : 여자탁구부 창단
- 2018년 2월 28일 : 독산탁구전용체육관 개관
- 2018년 3월 2일 : 제17회 입학식(8학급 187명)
- 2019년 9월 1일 : 제6대 임영선 교장 취임
- 2020년 1월 15일 : 학교도서관 리모델링 준공
- 2020년 2월 7일 : 제16회 졸업식(8학급 216명)

## 참고 자료
- 독산고등학교 - 한국교육학술정보원 학교알리미